# 西崎暢仁
西崎暢仁（にしざき・のぶひと、1979年-　）は、大成建設設計本部に所属する日本の建築家。
香川県出身。2003年日本大学理工学部建築学科卒業。2005年法政大学大学院工学研究科修士課程修了後、大成建設入社。現在、同社建築設計第一部アーキテクト。
主な作品に御茶ノ水ソラシティなど。
京都経済センターSUINA室町で公益社団法人日本サインデザイン協会2019年度日本サインデザイン賞銅賞。